# Walter Wilkinson (Leichtathlet)
Walter Wilkinson (* 2. November 1944) ist ein ehemaliger britischer Mittelstreckenläufer.
1966 kam er für England startend bei den British Empire and Commonwealth Games in Kingston auf den vierten Platz im Meilenlauf. Bei den Leichtathletik-Europameisterschaften in Budapest wurde er über 1500 m Elfter.
Ebenfalls über 1500 m gewann er bei den Europäischen Hallenspielen 1969 in Belgrad Bronze und wurde Siebter bei den Leichtathletik-Halleneuropameisterschaften 1971 in Sofia.
Über 1500 m wurde er 1970 Englischer Meister und 1969 sowie 1970 Englischer Hallenmeister.

## Persönliche Bestzeiten
- 1000 m: 2:18,8 min, 6. September 1969, London
- 1500 m: 3:41,0 min, 12. September 1970, Warschau
  - Halle: 3:42,5 min, 1. Februar 1975, Cosford
- 1 Meile: 3:56,6 min, 31. Mai 1971, Leicester